# Аэродинамика
Аэродинамика (от др.-греч. ἀηρ — воздух и δύναμις — сила) — раздел механики сплошных сред, в котором целью исследований является изучение закономерностей движения воздушных потоков и их взаимодействия с препятствиями и движущимися телами. Более общим разделом механики является газовая динамика, в которой изучаются потоки различных газов. Традиционно к газовой динамике относят по сути задачи аэродинамики при движении тел со скоростями, близкие или превышающие скорость звука в воздухе. При этом важно учитывать сжимаемость воздуха.

## Общая характеристика
Исследования в аэродинамике связанные с определением таких характеристик потоков как скорость частиц среды, плотности, давления, температуры как функции пространства и времени. После их определения в каждой конкретной ситуации становится возможным вычисление сил и моментов сил, действующих на тело в потоке. Как научная дисциплина аэродинамика пользуется базой для решения широкого круга прикладных задач. Перечень практических проблем, при решении которых возникают и решаются конкретные задачи аэродинамики, достаточно длинный и включает не только проблемы авиации, но и проблемы ракетостроения, наземного и морского транспорта, метеорологии, экологии, сельского хозяйства, градостроительства и другие. Для получения ответа на вопрос в аэродинамике используются экспериментальные и теоретические методы. Особое значение в современных условиях приобретают методы компьютерной аэродинамики. Среди многих вопросов, на которые современная аэродинамика даёт содержательные ответы, познавательные и наиболее интересные, по выражению выдающегося учёного Т. Кармана это вопросы «Почему мы можем летать»? и «Как мы можем летать»? Существует много вопросов, на которые современная аэродинамика пытается ответить и при обсуждении этих вопросов формируется ряд важных проблем современного естествознания. Сейчас считается, что аэродинамика в своём развитии вступила в компьютерную эпоху. У исследователей появились достаточно мощные средства для получения количественных оценок характеристик течений в рамках выбранной математической модели. Однако огромный объём информации, который приобретается методами компьютерной динамики жидкостей и газов, для своего анализа и понимания требует от исследователя глубокого понимания физики процессов, глубинных причинно-следственных связей. Именно это обстоятельство сделало возможным появление достаточно детальных исследований содержания понятий, которые, казалось, является давно устоявшимся. Интересные новые результаты по анализу основ аэродинамики представлен в.
В обществе существует большой интерес, как к определённым фундаментальных проблем аэродинамики, так и широкому кругу примеров практического применения знаний в области аэродинамики. Большой набор предметных вопросов с ответами в стиле популяризации науки представлены на сайте Национального космического агентства США.

## Исторический очерк
Размышления человека над аэродинамическими по сути проблемами, вероятно, имели место в далёкие доисторические времена. Всё начиналось с естественного желания древнего человека повторить полёт птицы в воздухе. 
Некоторые представления о общих принципах аэродинамики были известны ещё в Древнем Египте - в 1898 году была обнаружена деревянная фигурка (изначально принятая за стилизованную статуэтку птицы, но после детального исследования каирский учёный Халил Мессих установил, что изделие представляет собой модель планера, вертикальная деталь в тыльной части корпуса которой выполняла функции руля - в ходе испытаний точная копия изделия обеспечивала возможность планирования).
Об этом же свидетельствует и широко известный древнегреческий миф о Дедале и Икаре. Но первые шаги, которые начали движение к современной научной аэродинамике, были сделаны лишь в эллинистический период развития древнегреческой культуры. Аристотель первым понял, что воздух имеет вес. Вместе с достижениями Архимеда в понимании сущности плавания тел, это сформировало основы для постановки и решения проблемы полёта объектов тяжелее воздуха.

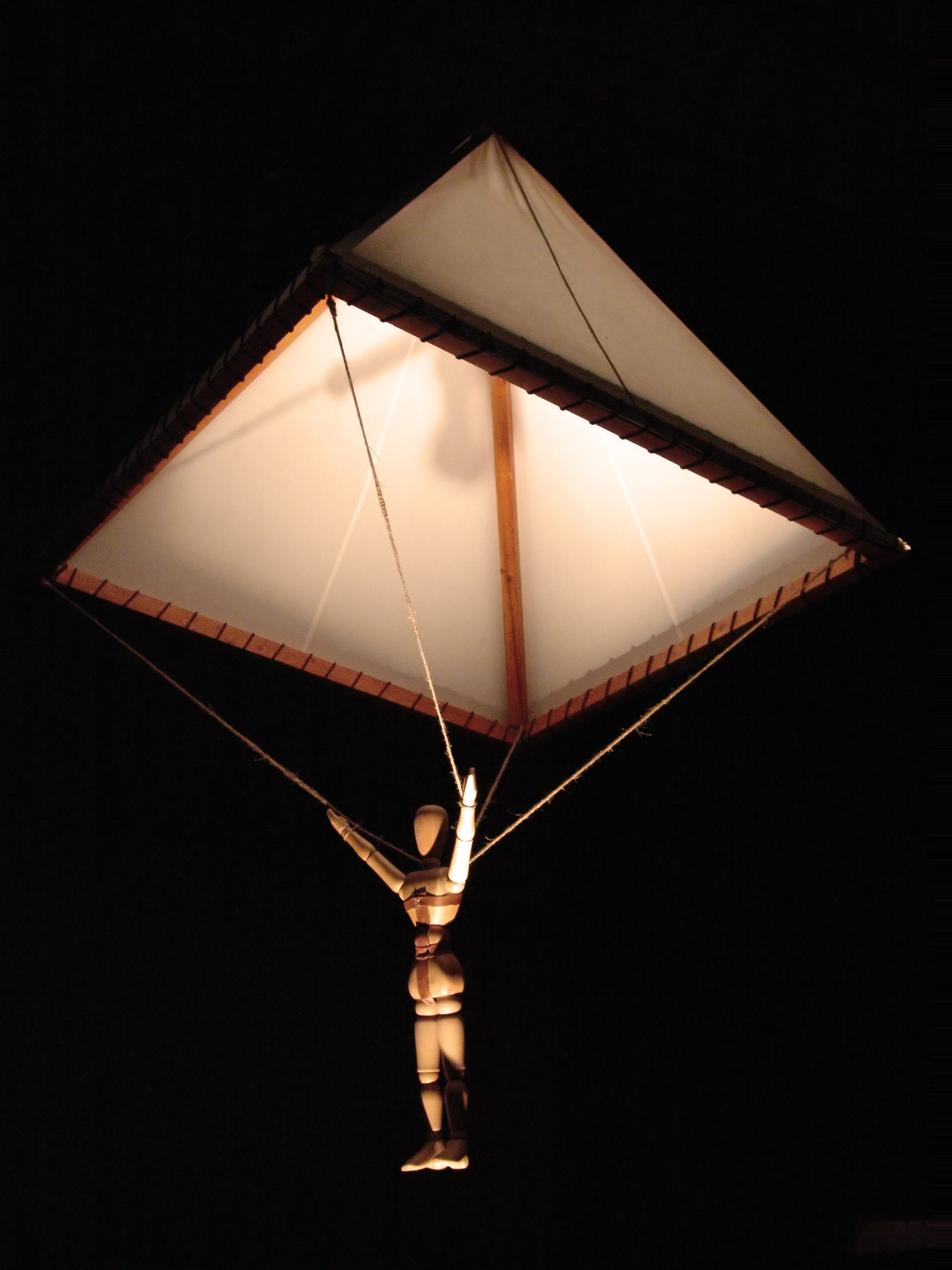
Модель парашюта, предложенного Леонардо да Винчи.

Значительные дальнейшие шаги в развитии аэродинамики связаны с деятельностью Леонардо да Винчи. Он понял, что именно движение крыла относительно воздуха является причиной возникновения подъёмной силы. Он предложил несколько проектов орнитоптеров, устройств, которые умели копировать поведение крыльев птиц под действием мускульной силы человека. Ни один из этих проектов не был реализован. Среди других его разработок были проекты парашюта и вертолёта. При анализе явления возникновения аэродинамического сопротивления им была введена концепция хорошо обтекаемого тела. Первый в истории полёт человека в воздухе был осуществлён в 1783 году Братьями Монгольфье на воздушном шаре, наполненном горячим воздухом. В это время уже было накоплено достаточно глубокие знания о закономерностях взаимодействия потока с твёрдыми телами, которые существенно продвигали человечество к созданию летательного аппарата, тяжелее воздуха. Среди достижений фундаментальной аэродинамики была установленная Галилеем пропорциональность между аэродинамическим сопротивлением и плотностью воздуха (1600 г.). Французский учёный Эдм Мариот установил пропорциональность аэродинамического сопротивления квадрату скорости движения тела (1673 г.).
Значительное влияние на развитие аэродинамики имела работа И. Ньютона по определению силы, действующей на тела различной формы со стороны набегающего потока. Достаточно сложная, с точки зрения современных представлений о структуре обтекая потока, задача была легко решена Ньютоном на основе достаточно специфической гипотезы о взаимодействии частиц воздуха с обтекаемой поверхностью. Использование этой гипотезы для плоской пластинки даёт следующую формулу для величины силы: {\displaystyle F=\rho SV^{2}sin^{2}\alpha }, где {\displaystyle \rho } — плотность воздуха, {\displaystyle S} — площадь пластинки, {\displaystyle V} -скорость набегающего потока, {\displaystyle \alpha } — угол наклона пластинки к направлению потока. Сила {\displaystyle F} направлена перпендикулярно к пластинке. Эта формула известна как закон квадрата синуса.
Пропорциональность квадрату синуса величины подъёмной силы (составляющая силы {\displaystyle F}, перпендикулярная направлению потока) указывала на практическую невозможность создания самолёта. Из неё вытекала очень завышенная оценка площади крыла и, соответственно, веса летательного аппарата. Экспериментальные исследования не подтвердили формулу Ньютона, однако его авторитет был настолько высок, что на её критику мало кто решался. Как указано в, многие авторы считали, что ошибочность формулы Ньютона задержала развитие авиации на многие годы. Однако это не совсем так. Не менее важным сдерживающим фактором в развитии авиации было отсутствие эффективного двигателя. В конце концов в начале двадцатого века (1903 год) в воздух поднялся самолёт братьев Райт и развитие авиации пошло «семимильными шагами». Рассказ об истории создания самолёта братьями Райт представлен в фильме https://www.youtube.com/watch?v=uB-swWvAUZI. Созданию самолёта и осуществлению первого полёта предшествовал большой объём экспериментальных исследований. Существует многочисленная литература (скорее пропагандистского характера) в которой отстаивается приоритет первого полёта самолёта А. Ф. Можайского. Однако, серьёзные исследования, в том числе выполненные в ЦАГИ им. М. Е. Жуковского не дают оснований доверять показаниям подобранных журналистами свидетелей. История развития аэродинамики, как научной основы технических решений, и авиации богата большим количеством драматических событий, включая борьбу за приоритеты. Детальный анализ этой истории можно найти в. Содержательный, но сокращённый исторический очерк о развитии исследований в области механики жидкости и газа представлен в популярном учебнике. Содержательный, с большим количеством интересных фактов, очерк истории воздухоплавания представлен в книге известного украинского планериста Виктора Гончаренко.

## Фундаментальные концепции аэродинамики
Понимание закономерностей обтекания тела потоком формируется на установлении связей между силами и моментами, действующие на тело с формой самого тела, его ориентацией относительно набегающего потока и свойствами возмущённого потока (распределение в пространстве и изменения во времени скоростей, давления, плотности, температуры).

Схематическое изображение интегральных характеристик сил, действующих на элемент крыла

На рисунке приведены только главные векторы сил, действующих на тело в потоке. Здесь показаны четыре силы: сила тяги, генерируемой двигателем, сила сопротивления со стороны воздуха, подъёмная сила и сила тяжести. Следует иметь в виду, что для летательных аппаратов линии действия указанных четырёх сил не пересекаются в одной точке. Поэтому при анализе аэродинамики конкретных конструкций большое значение имеют величины моментов сил, которые исчисляются, например, относительно центра масс летательного аппарата. Для оценки свойств движения, а особенно для эффективного управления движением, следует принимать во внимание фактическое распределение давления по поверхности тела. При решении задачи по определению указанных характеристик физических полей гипотетически можно надеяться на использование экспериментальной техники. Именно такой путь использован братьями Райт при создании первого самолёта. Отсутствие глубокого понимания закономерностей аэродинамики они компенсировали большим объёмом выполненных экспериментов.
Однако, как показал исторический опыт, значительно быстрее и эффективнее необходимые знания формируются на основе результатов математического моделирования с использованием соответствующих моделей воздушной среды. Практически используются различные модели в зависимости от условий обтекания. В основе практически всех моделей лежит предположение о возможности замены реальной среды определённым континуумом, то есть сплошной средой. Такая замена с большим успехом используется во многих разделах физики. Оценка методической эффективности гипотезы сплошной среды данная Л. И. Мандельштамом. Излагая результат Дебая по оценке теплоёмкости кристалла, полученный с использованием модели сплошной среды он заметил «Он (Дебай) сделал явно неверную, но гениальную вещь.» (Лекция 29).
Что касается объектов, обтекаемых потоком воздуха, то в подавляющем большинстве случаев они рассматриваются как абсолютно твёрдые тела, не деформируемые под действием аэродинамических сил. Однако случаи, когда следует учитывать деформации тел под воздействием аэродинамических сил достаточно важны. Здесь следует указать не только на очевидный факт колебания полотнища флага под действием ветра. Гораздо важнее явление флаттера, с которым связано возникновение очень опасных колебаний крыла самолёта при определённых скоростях полёта. Гипотеза о недеформируемости поверхности обтекаемого тела даёт возможность чётко записать условия на его поверхности при математическом моделировании в задачах аэродинамики.
При исследовании потоков газа или жидкости изучают распределение и изменения в пространстве-времени таких характеристик как скорость, плотность, давление, температура. Что касается способов описания движения среды, то в механике сплошной среды различают два подхода, которые связывают с именами Эйлера и Лагранжа. Согласно эйлерову подходу объектом исследования являются кинематические характеристики потока в определённых выбранных точках объёма, занятого потоком. В этом случае координаты точки фиксируются и рассматривается изменение во времени вектора скорости. В подходе Лагранжа прослеживается история движения определённой точки среды во времени. Такое описание движения естественно использовать при записи основных физических законов, связанных с движением материальной точки. Между характеристиками потока по Лагранжа и Эйлера имеет место взаимно однозначное соответствие.
Важным положением аэродинамики является принцип возвратности. Обычно этот принцип используется в физике для описания закономерностей, которые не изменяются при изменении направления времени. В аэродинамике принимается, что характеристики сил взаимодействия любого тела и воздуха (газа) будут одинаковы в обоих случаях: когда тело движется в неподвижном воздухе, или когда на неподвижное тело набегает равномерный поток воздуха.

### Модели среды
Воздух — смесь газов, состоит из молекул ряда химических элементов, среди которых — азот (78 %), Кислород (21 %) и остальные: аргон, углекислый газ, водород и другие. Физические свойства воздуха и его состав существенно изменяются с увеличением расстояния от земли. Это обстоятельство особенно важно при решении проблем аэродинамики в авиации и ракетной технике. Важность учёта изменений свойств воздуха с высотой обусловило введение международного стандарта. На рисунке показаны основные свойства такой стандартной атмосферы.

Характеристики международной стандартной атмосферы.

В число параметров, задаваемых стандартной атмосферой входят: высота, температура, скорость звука, давление, плотность, кинематическая вязкость. Конечно, такая статическая стандартная атмосфера является результатом усреднения многих наблюдений и замеров. В действительности реальная атмосфера чрезвычайно изменчивая динамическая система, в которой характеристики могут изменяться в широких пределах. Закономерности процессов, происходящих в атмосфере, изучаются в такой дисциплине, как физика атмосферы и океана. В большинстве случаев для анализа процессов взаимодействия атмосферы и движущегося объекта атмосферу рассматривают как однородную среду. Для проведения вычислений можно использовать данные о свойствах атмосферы на определённой высоте.
Для вычисления значений физических параметров созданы специальные онлайновые калькуляторы (http://www.luizmonteiro.com/StdAtm.aspx). Используя этот калькулятор можно, например, найти оценки среднюю длину свободного пробега молекул в воздухе {\displaystyle \lambda } на разных высотах. На уровне поверхности моря имеем {\displaystyle \lambda =6{,}63\cdot 10^{-8}{\text{ м}}}, а на высоте 80 км уже {\displaystyle \lambda =4{,}40\cdot 10^{-3}{\text{ м}}}. Малость этой величины относительно характерных размеров большинства подвижных объектов в атмосфере является определённым основанием для использования модели сплошной среды при исследовании аэродинамических явлений даже на высоте 80 км. Для анализа таких явлений на значительно больших высотах используют методы молекулярной газовой динамики.
Математические модели в теоретической аэродинамике формулируются в зависимости от особенностей движения. Важное значение для выбора модели имеет такая характеристика потока как число Маха {\displaystyle M={\frac {v}{c}}}. Этим числом определятся соотношение между величиной характерной скорости потока (это может быть скорость равномерного потока, набегающего на тело) {\displaystyle v} и скоростью звука {\displaystyle c} в воздухе. Эта последняя величина существенно меняется с высотой. Воспользовавшись указанным выше калькулятором для определения характеристик стандартной атмосферы получаем, например, такие значения скорости звука для слоя на уровне моря ({\displaystyle c} = 340,294 м/с) и на высоте 10000 м ({\displaystyle c} = 299,532 м/с). Значение числа Маха является определяющим, как с точки зрения классификации потоков, так и с точки зрения выбора основных допущений при формировании математических моделей аэродинамики.
В аэродинамике используют следующие модели среды:
1. Модель идеального несжимаемого газа. Из свойств реального газа в этой модели учитывается только существование массы частиц среды.
2. Модель вязкого несжимаемого газа. В модели учитывается присущая реальным газам свойство наличии сопротивления при сдвиге слоёв газа. В большинстве случаев учёта вязкости газа проводится в рамках модели Ньютона.
3. Модель идеальной сжимаемой жидкости (газа). Такая модель очень широко используется в акустике. Как правило, в процессах, связанных с генерацией и распространением звуковых волн числа Маха очень малы по сравнению с единицей.
4. Модель вязкого сжимаемого газа. В рамках этой модели аэродинамические процессы могут быть описаны наиболее полно. Однако, при этом математические задачи оказываются достаточно сложными.
Использование той или иной модели определяется целью формулирования задачи исследований. Во многих случаях речь может идти о качественном анализе процесса обтекания, когда не ставится задача определения количественных характеристик потока. В качестве примера можно указать на использование модели идеального газа для установления механизма генерации подъёмной силы при обтекании крыла.

### Классификация потоков

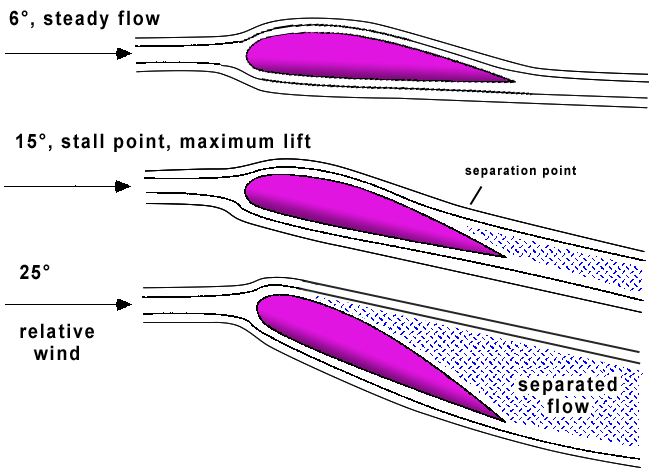
Формирование безотрывного и отрывного течения вокруг профиля крыла

Для классификации потоков в аэродинамике выбираются различные критерии. Прежде всего важна классификация, связанная с числом Маха. Если число Маха во всех точках существования потока меньше единицы, то поток характеризуют как дозвуковой. Во многих случаях возможна такая ситуация, когда в части области, занятой потоком, число Маха меньше единицы, а в конце потока — больше единицы. Такие потоки характеризуют как трансзвук. Если во всей области потока скорость частиц газа превышает локальную скорость звука, то поток характеризуют как сверхзвуковой. Часто используется термин гиперзвук, когда имеется в виду потоки с числами Маха значительно больше единицы (например М более 5). Граница между гиперзвуком и сверхзвуковые достаточно размыта. Следует различать понятия гиперзвука в аэродинамике и акустике.
Для классификации потоков используют также их определённые структурные особенности и различают ламинарные потоки и турбулентные потоки.
Во многих случаях при формировании потока эффект вязкости оказывается несущественным. Поэтому различают вязкие и невязких потоки.
По структуре течения вокруг твёрдого тела различают отрывные и безотрывные потоки.
Определённая разница в подходах к изучению характеристик потоков возникает при учёте геометрических параметров, характеризующих аэродинамическую ситуацию. Если геометрия потока такова, что можно воспользоваться моделью бесконечного пространства, заполненного газом, в котором движется тело (самолёт, ракета, автомобиль), то говорят о внешней аэродинамике. Когда характеристики потока существенно определяются каналами, в которых движется газ, говорят о внутренней аэродинамике. Задачи внутренней аэродинамики возникают при анализе работы реактивных двигателей, газовых и паровых турбин.
В зависимости от скорости набегающего потока в окрестности обтекаемого тела формируются разного типа структуры. Разного типа течения представлен в книге Милтона Ван Дайка. Современные методы визуализации потоков дают возможность получить ещё более впечатляющие цветные изображения различных явлений в потоках жидкостей и газов. Значительное количество визуализированных изображений потоков доступно для просмотра в Интернет https://web.archive.org/web/20150402092327/http://cfd.spbstu.ru/agarbaruk/gallery.html .

### Законы сохранения— основа математических моделей
Когда речь идёт об изучении движения частицы жидкости или газа основным соотношением в математической модели для его описания является второй закон Ньютона. Однако, в связи с деформируемостью среды, с возможностью изменения относительных расстояний между частицами среды в процессе движения второй закон Ньютона необходимо рассматривать совместно с дополнительными законами сохранения для формирования полной системы уравнений математической модели. Прежде всего, это законы сохранения общие для всех разделов механики — закон сохранения энергии, закон сохранения импульса и закон сохранения момента импульса. Записанные с использованием терминов и понятий, используемых при построении математической модели явления, законы сохранения часто дают возможность сформулировать важные выводы относительно движения системы.
При изучении движений жидкостей и газов общие законы сохранения дополняются другими соотношениями, которые тоже выражают факт «сохранения» определённых характеристик потока и называются по-разному — законами, принципами, уравнениями. Прежде всего следует указать на важное соотношение, которое присутствует во всех моделях механики сплошной среды — это уравнение неразрывности, которое можно рассматривать как конкретную форму записи закона сохранения массы. Если для компонентов вектора скорости частиц среды использовать декартовы компоненты {\displaystyle U,V,W} обозначить плотность среды как {\displaystyle \rho =\rho (x,y,z,t)}, то уравнение непрерывности принимает вид
{\displaystyle {\frac {\partial (\rho U)}{dx}}+{\frac {\partial (\rho V)}{dy}}+{\frac {\partial (\rho W)}{dz}}=-{\frac {\partial \rho }{\partial t}}(1)}
Это соотношение выражает простой факт — приток жидкости или газа в выделенный объём компенсируется изменением плотности среды. Поскольку это соотношение формируется при рассмотрении определённого фиксированного объёма оно записано в переменных Эйлера.
Уравнение неразрывности (сохранения массы) имеет достаточно универсальный характер и принимается во внимание при математическом моделировании любых сплошных сред. Его вид неизменный для всех сред — воды, воздуха, металла. Если при движении среды необходимо учитывать его сжимаемость уравнение неразрывности включает четыре характеристики состояния среды — плотность и три компоненты вектора скорости. Для несжимаемой величины уравнения связывает значения трёх компонент вектора скорости.

## Средства исследований в аэродинамике
Знания о свойствах потока газа и силы взаимодействия потока с различными телами приобретаются в аэродинамике разными путями. На основе определённых предположений о свойствах газа формируются различные математические модели, позволяющие устанавливать определённые общие выводы о характере течений. Во многих случаях решения соответствующих математических задач сопряжено с большими трудностями и данные о конкретных случаях обтекания тел получают с помощью эксперимента, часто достаточно сложного и дорогого. Развитие компьютерной техники открыло принципиально новые возможности получения количественных оценок характеристик потоков. Сформировался новый раздел механики — компьютерная динамика жидкости и газа.

### Теоретическая аэродинамика
В историческом очерке отмечен первый результат, который можно отнести к достижениям теоретической аэродинамики — это оценка Ньютоном силы, действующей на пластинку в потоке. Первые теоретические результаты позволили сформулировать общие оценки о законах пропорциональности силы сопротивления и скорости набегающего потока. В современной аэродинамике разработано большое количество математических моделей, предназначенных для изучения потоков с различными скоростями и различными свойствами газа. Такие модели формируются на базе общих законов сохранения. Однако использование только законов сохранения не позволяет сформулировать полную систему уравнений для описания потока. Кроме законов сохранения следует использовать так называемые уравнения состояния, описывающие связь между кинематическими, силовыми характеристиками и температурой в газе для определённых конкретных условий существования потока.
Простейшая модель, которая используется в аэродинамике — это модель несжимаемого идеального газа. В таком мысленном газе отсутствуют сдвиговые напряжения, вязкость, теплопроводность. Именно при рассмотрении этой простейшей модели можно понять основные моменты в процедуре построения математических моделей в механике сплошной среды. При этом приведём основные уравнения, используя декартову систему координат, в которой было записано уравнение неразрывности в предыдущем разделе. Кроме уравнения неразрывности при исследовании движения частиц среды следует использовать уравнение второго закона Ньютона. При этом сразу учтём предположение о том, что рассматривается идеальный газ (жидкость). Такой газ можно определить, как среда, в которой вектор усилий на любой поверхности внутри газа перпендикулярен поверхности и имеет в данной точке постоянную величину при изменении ориентации плоскости. В такой среде отсутствует сопротивление при сдвиговом движении одного слоя газа относительно другого. Это значит по сути игнорирование вязкости газа, которая присуща каждому реальному газу или жидкости.
Соотношение второго закона Ньютона запишем для элементарного объёма газа в виде параллелепипеда со сторонами {\displaystyle dx,dy,dz} в форме
{\displaystyle \rho {\frac {d\mathbf {V} }{dt}}=\rho \mathbf {F} -\nabla p}
здесь {\displaystyle F} — объёмная сила и использованы традиционное обозначение оператора градиента скалярной величины давления {\displaystyle p}. Поскольку уравнение записано относительно конкретной материальной частицы, то при дифференцировании вектора скорости следует учитывать зависимость от времени координат частицы вещества в векторе скорости {\displaystyle \mathbf {V} =\mathbf {V} (x(t),y(t),z(t),t)}. Поэтому при записи в координатной форме три уравнения движения частицы среды будут иметь вид.
{\displaystyle {\frac {\partial U}{\partial t}}+U{\frac {\partial U}{\partial x}}+V{\frac {\partial U}{\partial y}}+W{\frac {\partial U}{\partial z}}=F_{x}-{\frac {1}{\rho }}{\frac {\partial p}{\partial x}},}
{\displaystyle {\frac {\partial V}{\partial t}}+U{\frac {\partial V}{\partial x}}+V{\frac {\partial V}{\partial y}}+W{\frac {\partial V}{\partial z}}=F_{y}-{\frac {1}{\rho }}{\frac {\partial p}{\partial y}},(2)}
{\displaystyle {\frac {\partial W}{\partial t}}+U{\frac {\partial W}{\partial x}}+V{\frac {\partial W}{\partial y}}+W{\frac {\partial W}{\partial z}}=F_{z}-{\frac {1}{\rho }}{\frac {\partial p}{\partial z}}} .
Эти уравнения называются уравнениями Эйлера. Система уравнений (1) и (2) при заданных объёмных силах имеет четыре уравнения относительно пяти неизвестных функций, показывает её неполноту (незамкнутость). Именно дополнительным уравнением, приводящим систему к замкнутой, определяются физические свойства среды. Поэтому они называются уравнениями состояния. Часто эти уравнения имеют описывать достаточно сложные процессы, происходящие в потоке. Для понимания определённых простых явлений, связанных с движением газа можно использовать простые уравнения состояния. Таким уравнением может быть соотношение, которое отражает предположение о том, что в процессе движения жидкости её плотность остаётся постоянной величиной (несжимаема жидкость). Математически это выражается уравнением
{\displaystyle {\frac {d\rho }{dt}}={\frac {\partial \rho }{\partial t}}+U{\frac {\partial \rho }{\partial x}}+V{\frac {\partial \rho }{\partial y}}+W{\frac {\partial \rho }{\partial z}}(3)}
Теперь система уравнений (1) — (3) является замкнутой и формирует основные соотношения математической модели идеальной несжимаемой жидкости. Для получения количественных характеристик потока эта система уравнений должна решаться при определённых начальных и граничных условиях. По такой технологии строятся математические модели для разных типов течений в аэродинамике. Следует иметь в виду, что построение адекватной математической модели исследуемого процесса является важнейшим этапом в решении задач теоретической и прикладной аэродинамики. Нелинейность уравнений движения (2) указывает на источник существенных трудностей в получении решений соответствующих математических задач. В настоящее время существует довольно значительное число полных математических моделей для описания аэродинамических явлений. Наибольшее внимание исследователей потоков с относительно небольшими скоростями сосредоточено на моделях, включающих уравнения Навье — Стокса и описывают поведение несжимаемой газа или жидкости с учётом эффектов вязкости.
Отсутствие общих решений основных уравнений аэродинамики побудило к рассмотрению частных случаев движения жидкостей и газов. Математической основой для выделения характерных типов потоков является общая теорема Гельмгольца о возможности представить произвольное векторное поле в виде суммы безвихревого и соленоидального полей. Это утверждение выражается следующей формулой для любого векторного поля {\displaystyle \mathbf {V} }:
{\displaystyle \mathbf {V} =\nabla \varphi +{\text{rot}}\mathbf {A} }
Выражения для дифференциальных операторов {\displaystyle grad} и {\displaystyle rot} приведены в.
Согласно такому представлению вектора скорости течения могут иметь свойства потенциальности, соленоидальности или вихревым.
Для анализа особенностей таких потоков важное значение имеет запись закона сохранения энергии в величинах, которые входят в общие уравнения аэродинамики. Это соотношение, известное как Закон Бернулли, записывается в виде:
{\displaystyle h\rho g+p+{\frac {\rho |\mathbf {V} |^{2}}{2}}={\text{const}}} ,
В общем случае постоянная величина в правой части уравнения имеет разные значения на разных линиях течения (траектории, или вихревой линии). Если среда потенциальное или вихревые линии совпадают с линиями тока (винтовые течения), то эта величина одинакова для всех его точках. Важно, что это соотношение справедливо для установившегося движения идеального баротропной среды, когда потенциальные объёмные силы ограничиваются силами притяжения.
Для нестационарного потенциального движения идеальной баротропной среды в поле потенциальных объёмных сил будет справедливый интеграл Коши — Лагранжа. Для нестационарного вихревого движения вязкой несжимаемой среды в поле потенциальных объёмных сил — обобщённая формула Коши — Лагранжа.
Здесь приведены соотношения одной из простейших математических моделей в аэродинамике. При необходимости учесть вязкость газа используют уравнения Навье — Стокса с соответствующими граничными условиями. Решения граничных задач способны описать такие важные физические явления при обтекании тел как отрыв потока и формирования пограничного слоя. В задачах газовой динамики, то есть при исследовании трансзвуковых движений, также часто используется модель идеального газа, однако, в таких движениях газа важно учитывать кроме сжимаемости ещё и тепловые эффекты. Уравнения становятся гораздо более сложными, чем приведённые выше и, в связи с наличием в потоке поверхностей разрыва в значениях определяющих параметров, формулируются для отдельных подобластей потока. Кроме того, задачи существенно усложняются в связи с наличием в потоке ударных волн. Теоретические исследования с использованием различных моделей среды, хотя и не могут учитывать ряд факторов, играют большую роль в процессе обработки и интерпретации результатов эксперимента.

### Экспериментальная аэродинамика
Исторически практическая работа по использованию человеком аэродинамических сил началась намного раньше, были сформированы определённые общие представления об особенностях взаимодействия тел с потоками. Прежде всего использовались ветровые двигатели — ветряки. Первые документальные свидетельства относительно их использования происходят из Персии и относятся к 7 веку до нашей эры. Это были ветряки с вертикальной осью вращения. История традиционных для европейского пейзажа ветряков начинается с 12 века. Огромный практический опыт накоплен человечеством по использованию энергии ветра с помощью паруса. Первые указания на использование парусных лодок находят на изображениях трипольской керамики. датируемые 6-5 тысячелетием до нашей эры.
Аэродинамика ветряков и парусов остаётся актуальным разделом аэродинамики и в наше время. Особенно важны результаты получены в аэродинамике при проведении целенаправленного эксперимента с использованием накопленных теоретических знаний о закономерностях формирования потоков в различных условиях. Развитие экспериментальной аэродинамики базировалось на прогрессе в создании устройств для генерации потоков с нужными свойствами — аэродинамических трубах и разработке достаточно точных и надёжных средств измерения характеристик потоков. Большое значение для развития экспериментальной аэродинамики имеют современные методы компьютерной регистрации и обработки результатов измерений. Основной целью аэродинамического эксперимента является определение структуры и характеристик газа вокруг тела, а также определение силовых, тепловых, акустических факторов взаимодействия потока с телом.
Современные аэродинамические трубы представляют собой чрезвычайно сложный инженерный комплекс, обеспечивающий создание потока с соответствующими характеристиками и надёжную регистрацию характеристик потока и интегральных силовых факторов. На рисунке приведены изображения одной из таких труб. В Украине экспериментальные комплексы, включающие аэродинамические трубы, созданы в Харьковском национальном авиационном университете, киевском национальном авиационном университете и в Авиационном научно-техническом комплексе Антонов.
Поскольку в большинстве случаев эксперименты проводятся на моделях важным является вопрос установления соответствия между модельным экспериментом и поведением реального объекта. Вопрос корректного моделирования является предметом специальной теории подобия. Достаточно полный перечень конкретных проблем, возникающих при проведении экспериментальных исследований в аэродинамике представлен в лекционном курсе одного из американских университетов https://web.archive.org/web/20150411121326/http://www.ltas-aea.ulg.ac. be / cms / index.php? page = experimental-aerodynamics-course .

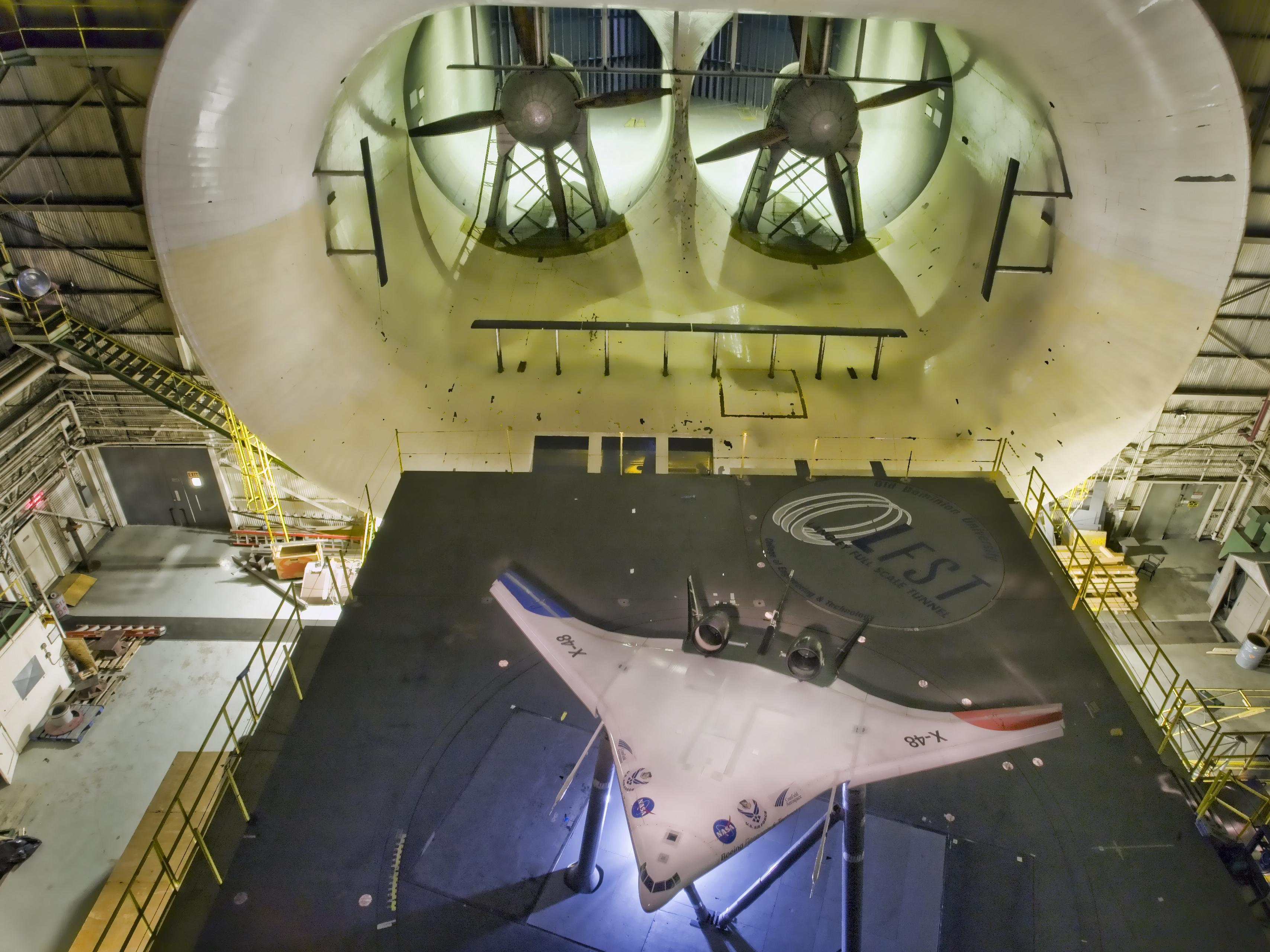
Аэродинамическая труба Американского космического агентства, которая позволяет проводить исследования полномасштабных моделей летательных аппаратов.

Для повышения эффективности экспериментальных исследований в аэродинамике большое значение имеет создание таких новейших средств измерения, как лазерный доплеровский измеритель скорости и оптического метода визуализации потока (Particle image velocimetry).
Техника проведения аэродинамического эксперимента постоянно совершенствуется. Для обмена опытом между многими лабораториями издаётся специализированный научный журнал Experiments in Fluds. Полное изложение основных составляющих методики проведения аэродинамического эксперимента приведены в.

### Компьютерная аэродинамика
Компьютерная аэродинамика это специфический раздел аэродинамики. Для исследования характеристик потоков в компьютерной аэродинамике используются математические модели, которые формируются в рамках подходов теоретической аэродинамики. Но методы решения соответствующих начально-граничных задач достаточно специфичны. Отказ от использования методов анализа, основанный на асимптотических соотношениях бесконечно малых величин, практически приводит к формированию нового раздела математики — дискретной математики. Использование методов дискретного анализа открыло принципиальные возможности для получения количественных оценок характеристик потоков, которые невозможно получить в рамках существующих аналитических подходов. Широкое использование численных методов в механике сплошных сред привело к формированию новой ветки аэрогидромеханики, которую можно определить, как вычислительная гидродинамика. Накопленный опыт использования методов, связанных с заменой производной конечной разностью, осветил две главные проблемы. Прежде всего стала понятной необходимость очень внимательного подхода к организации вычислительного процесса, необходимости согласования величины конечных шагов по пространственным координатам и времени. Возникают определённые вопросы при проведении вычислений на больших временных интервалах. Поэтому сейчас разрабатываются специальные стандарты, регламентирующие вычислительный процесс для обеспечения надёжности и достоверности полученных результатов, с другой стороны результаты многочисленных решений раскрыли глубинную сущность сложности соответствующих математических задач, обусловленную большой сложностью физических процессов, реализуемых в потоках газов и жидкостей. Эти результаты привели к формированию новых понятий (детерминированный хаос, странные аттракторы, фракталы), которые стали мощным средством познания практически во всех отраслях современной науки.
Компьютерный эксперимент с использованием современной техники становится не только помощником в процессе решения инженерных проблем аэродинамики, а способен заменить очень дорогие физические эксперименты в аэродинамических трубах. Согласно данным известной компьютерной фирмы Крей (Cray), которая обеспечивала вычисления для фирмы Боинг, численное моделирование широко использовалось при разработке самолёта Боинг 787. По их данным при проектировании предыдущей модели Боинг 767 было проведено 77 широкомасштабных экспериментов в аэродинамических трубах. При создании Боинг 787 должны быть осуществлены всего 11. Такая разница обусловлена очень широким использованием численного эксперимента. Проведение вычислений на суперкомпьютерах заняло 800000 процессорных часов (http://investors.cray.com/phoenix.zhtml?c=98390&p=irol-newsArticle&ID=1022899 Архивная копия от 17 мая 2019 на Wayback Machine). На рисунке для частного случая двумерной задачи показан вид области интегрирования и типичную сетку, которая используется при замене производных конечными разностями.

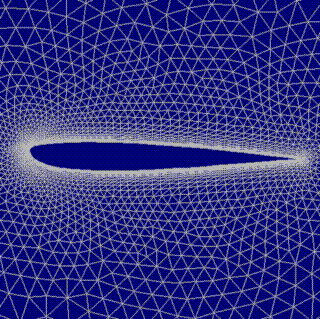
Типичная сетка для численного интегрирования уравнений аэродинамики. Для иллюстрации использовано профиль Жуковского.

Для обеспечения требуемой точности оценок аэродинамических характеристик сетка имеет сгущение в областях с относительно резкими изменениями структуры потока.
При значительном количестве различных программных продуктов, используемых для получения количественных характеристик потоков, большой популярностью пользуется универсальная коммерческая система система ANSYS. Современные информационные технологии дают возможность для оперативного обсуждения проблем, связанных с практическим использованием системы. Большой популярностью среди программистов пользуется форум пользователей http://www.cfd-online.com/Forums/ansys/ .

## Аэродинамика самолёта
Самолёт — это сложная инженерная конструкция, предназначенная для выполнения различного рода транспортных работ путём осуществления полётов в атмосфере. Сложность конструкции, сложность системы управления этой конструкции в процессе полёта обусловленные особенностями формирования сил и их моментов на различных этапах полёта, изменением свойств атмосферы, взаимодействием конструкции с силовой установкой, особенностями системы управления. Оценка роли указанных факторов и разработки соответствующих рекомендаций к правилам эксплуатации самолёта выполняются, как правило, для каждой конкретной модели самолёта становясь отдельной и очень важной частью работы авиационных конструкторских бюро. Как пример, иллюстрирующий характер и содержание такой работы можно указать на книгу, описывающую аэродинамику популярного самолёта АН-24. Понимание физических основ полёта самолётов формируется при изучении таких разделов аэродинамики, как аэродинамика крыла.

## Аэродинамика не только для авиации
Закономерности формирования потоков воздуха и их взаимодействия с подвижными объектами имеют широкое применение при решении широкого круга прикладных проблем. Конечно, проблемы создания и использования эффективных летательных аппаратов имеют особое значение и здесь решения аэродинамических задач имеет решающее значение. Для иллюстрации использования аэродинамических закономерностей здесь кратко рассмотрим следующие темы:

### Теплообментурбиникомпрессоров
Общее свойство потоков воздуха генерировать при обтекании тел специфической формы составляющие аэродинамических сил, перпендикулярных направлению потока, широко используется при создании таких инженерных конструкций как турбины и определённой конструкции компрессоры. В них на основе указанного явления организуется преобразования кинетической энергии потока в энергию вращательного движения. Рабочим телом в них может быть водяной пар, газы, образующиеся при сжигании различных топлив и вода. Во всех случаях для создания крутящего момента используются закономерности обтекания элементов типа крыльевых профилей в авиации. Именно на таких элементах при взаимодействии их с потоком возникают составляющие сил, перпендикулярные направлению потока. Основные данные о принципах работы турбин даны в.

### Аэродинамика инженерных сооружений
Благодаря средствам массовой информации общественность много раз в год имеет возможность наблюдать огромную разрушительную силу таких аэродинамических явлений, как мощный ветер, торнадо, ураган. Силы, возникающие при взаимодействии интенсивных потоков воздуха способны нанести большой вред окружающей среде, разрушить дома и другие сооружения. Наиболее известным событием в истории наблюдений за взаимодействием потоков воздуха с инженерными сооружениями было разрушение Такомского моста в 1940 году в США. При скорости ветра 18 м/с в центральном пролёте моста возникли колебания с большой амплитудой, что в конце концов и привело к разрушению. Это событие оказало значительное влияние на развитие исследований в области аэродинамики конструкций и определении механизмов передачи энергии потока в энергию колебательных движений. В авиации подобное явление известно под названием флаттер. Значительный диапазон изменения форм сооружений, их взаимного расположения и рост высоты зданий стимулируют развитие аэродинамических исследований в интересах строительства. При этом речь идёт не только об определении сил, возникающих под действием ветра на отдельное сооружение. Объектом исследований есть целые микрорайоны крупных городов. Рекомендации строителям, основанные на аэродинамических исследованиях, должны обеспечить определённый уровень комфорта жителям и надёжность эксплуатации сооружений.

### Аэродинамика автомобиля
Изучение свойств потоков при обтекании скоростных автомобилей должно дать основу для решения ряда инженерных проблем. Прежде всего речь идёт об уменьшении аэродинамического сопротивления. Практически все новые модели автомобилей проходят тщательное тестирование в аэродинамических трубах. Поскольку законы аэродинамики обойти невозможно форма автомобилей различных марок практически подобная. Не менее важным является вопрос об уменьшении шума при движении автомобиля, что немаловажно, как для окружающей среды, так и для пассажиров автомобиля.
Для решения аэродинамических проблем автомобилестроители создают большие и очень дорогие экспериментальные лаборатории. Например, лаборатория фирмы DiamlerChraysler стоила больше 37 млн долларов. В ней экспериментально решались вопросы повышения эффективности использования топлива (уменьшение лобового сопротивления), минимизации ветрового шума и оценки надёжности внешних элементов автомобиля.

### Аэродинамика и спорт
Результаты исследований в аэродинамике имеют важное применение не только в авиации и наземном транспорте. Сейчас трудно указать вид спорта, в котором бы повышение результатов не было бы связано с достижениями аэродинамики. Широко известны факты полёта футбольного мяча по криволинейной траектории можно понять только на основе аэродинамических исследований. Такие исследования могут также дать рекомендации относительно методов управления характеристиками такого полёта.
Аэродинамика спортивных мячей является важной областью прикладной механики. В ответ на запрос по этому вопросу одна из научных баз данных предлагает более полутора тысяч научных статей. Исследование, в основном, проводятся в аэродинамических трубах в широком диапазоне скоростей потока. Прежде всего в них выясняется влияние на аэродинамические характеристики различных отклонений от формы идеальной сферы. Исследование футбольного мяча, например, связанные с изучением влияния изменений в технологии его изготовления на аэродинамические характеристики. Так, до 1970 года оболочка мяча формировалась из 17 кусков кожи. Потом стали использовать синтетические материалы и количество частей сократилось до 14. Влияние таких изменений подробно исследуется в. Авторы исследовали также мяч с оболочкой, сформированной из 32 фрагментов. Была установлена зависимость сопротивления от скорости полёта и определённый рост сопротивления мяча с 32 фрагментами оболочки. Для всего диапазона скоростей полёта мяча до скорости 90 км/ч сопротивление оказалось меньше, чем сопротивление идеальной сферы. Очень интересна аэродинамика мяча для гольфа, у которого «умышленное» формируются отклонения от сферической формы. Широкое освещение проблем аэродинамики мячей для различных спортивных игр представлены в обзоре.
Особый интерес к вопросам аэродинамики проявляется в связи с развитием профессионального велоспорта. Глубокий анализ прикладных научных задач, обеспечивающих рост результатов в этом виде спорта представлены в монографии. Среди этих задач главное место занимают задачи аэродинамики. На скорости около 50 км/ч аэродинамическое сопротивление велосипедиста составляет около 90 % от общего сопротивления движению. Именно борьба за каждый процент снижения сопротивления предопределяет форму шлема, одежду и конструкцию велосипеда. В последнее время рассматривается возможность ухода от использования круглых трубок в элементах велосипеда. Наблюдая за велогонкой почти всегда можно видеть группу гонщиков, которые держатся очень близко друг к другу. Результаты компьютерного моделирования движения такой группы показывают, что при расстоянии между гонщиками в 10 см в группе из 6-8 человек может снижения сопротивления на величину до 30 %.

### Аэродинамика насекомых
Огромное количество насекомых (~ {\displaystyle 7,4\cdot 10^{5}} видов) в процессе эволюции развила способность летать. При этом они применяют сложные экзотические механизмы для образования нестационарных эффектов, обеспечивающих чрезвычайно высокие аэродинамические характеристики и манёвренность полёта. Например, скорость полёта некоторых стрекоз может достигать 25 м/с, ускорение — 130 м/с2, суммарная сила тяги может в 13 раз превышать вес тела, а развернуться на 180° бабочка может за три маховые цикла. Наблюдение за полётом насекомых стимулировало интерес к вопросам аэродинамики полёта как аэродинамиков, так и биологов. Было выяснено, что крылья насекомых машут при числах Маха {\displaystyle M\sim 0,003}, числах Рейнольдса {\displaystyle 10<Re<10^{4}} и числах Струхаля {\displaystyle 0,2<St<0,4}. При этом частота махов крыльев может достигать 1000 Гц. Изучение аэродинамики насекомых даёт базу для создания летающих микророботов.

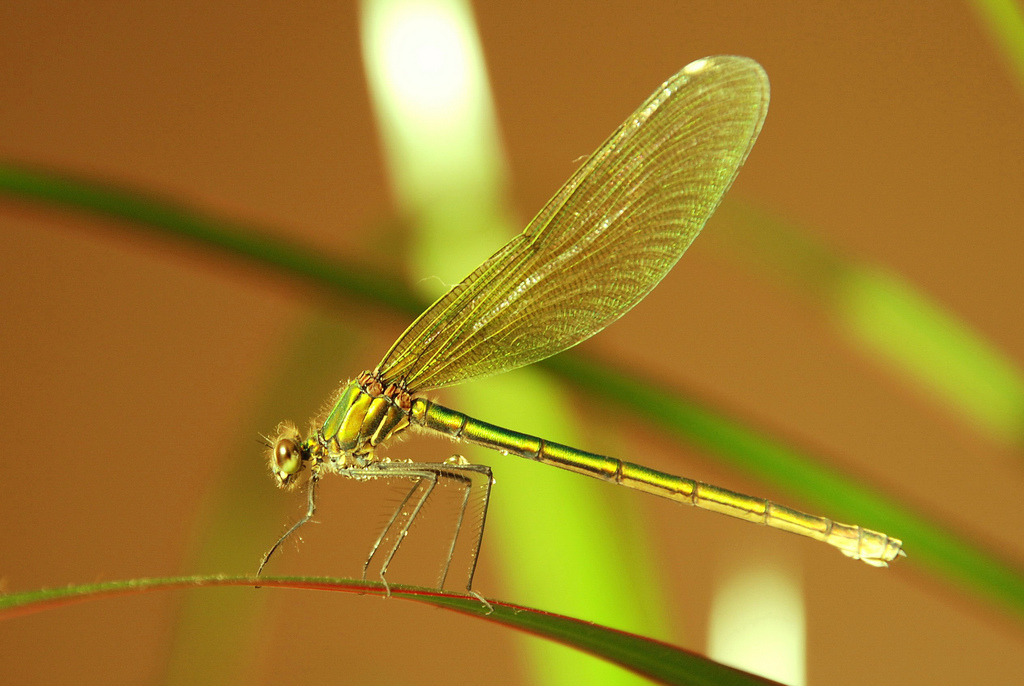
Равнокрылые стрекозы являются самыми быстрыми летающими насекомыми

С точки зрения аэродинамики, имеем похожую с самолётом ситуацию — способность летать у существа, тяжелее воздуха. Однако в отличие от стационарной силы, которая образуется на крыльях самолётов, природа сил, возникающих на крыльях насекомых являются, как правило, инерционно-вихревая и принципиально нестационарная, из-за чего вклад мгновенных присоединённых масс доминирует. На всех кромках крыльев образуются вихревые слои, которые вдоль передних кромок образуют присоединённые вихревые структуры, создающие подъёмную силу при махах вниз (фазе пронации). После этого крылья разворачиваются (фаза супинации), и осуществляют мах вверх под малыми углами атаки, затем вновь разворачиваются и цикл повторяется. Однако в 1973 году Вейс-Фо открыл более сложный механизм «хлопок-и-рывок», который применяют некоторые маленькие насекомые при нормальном трепещущем полёте (зависании). Поскольку в фазе «хлопка» передние, а в фазе «рывке» — задние кромки крыльев приближённые друг к другу, это приводит к образованию более интенсивных вихрей при морфологическом маху вниз и создаёт эффект реактивной струи в конце цикла.
Значительную роль в изучении особенностей полёта насекомых играет компьютерное моделирование. Однако построение достоверных теоретических моделей махов крыльев насекомых невозможно без знания точной трёхмерной кинематики движения их точек. Первыми были попытки применения одной высокоскоростной телекамеры для экспериментов с привязанными насекомыми в аэродинамической трубе, затем — для экспериментов с насекомыми в свободном полёте и только в последнее время появилась возможность применения одновременно трёх высокоскоростных цифровых видеокамер со скоростью 5000 кадров в секунду. Построены также роботизированные динамично масштабируемые модели крыльев насекомых. Это позволяет обойти несколько сложных экспериментальных проблем: учёта вклада сил инерции крыльев, синхронизацию кинематики и нагрузок на крыльях, достоверность, точность измерений и так далее, но имеет главный недостаток — искусственность и упрощённость законов движения крыльев. Несмотря на большое количество лабораторных исследований и расчётов в рамках различных математических моделей, ряд вопросов аэродинамики насекомых остаются дискуссионными.